# Пироговская улица (Одесса)
Пироговская улица — улица в Одессе, от Французского бульвара до Среднефонтанской улицы. Считается одной из границ исторической части Одессы.

## История
Первоначальное название — Военно-госпитальный переулок.
Современное название (с 09/22.02.1902) в честь знаменитого русского врача-хирурга Н. И. Пирогова, работавшего в госпитале на этой улице.

## Известные жители
- Дом 1 — писатели И. И. Гайденко (1959—1982), Ю. И. Усиченко (1959—1984), Я. П. Сикорский (1954—1972), поэт-сатирик В. И. Иванович (1959—1980), поэт В. А. Бершадский (1958—1979).

- Дом 3 — Валентин Катаев, Алексей Толстой.

- Дом 6 — Г. К. Жуков — командующий ОдВО (1946—1948).

- Дом 7/9 — бывали Владимир Высоцкий и Марина Влади.

## Достопримечательности
- Дом 2 — церковь Александра Невского.
- Дом 2/4 — Военно-исторический музей оперативного командования Юг.

## Галерея

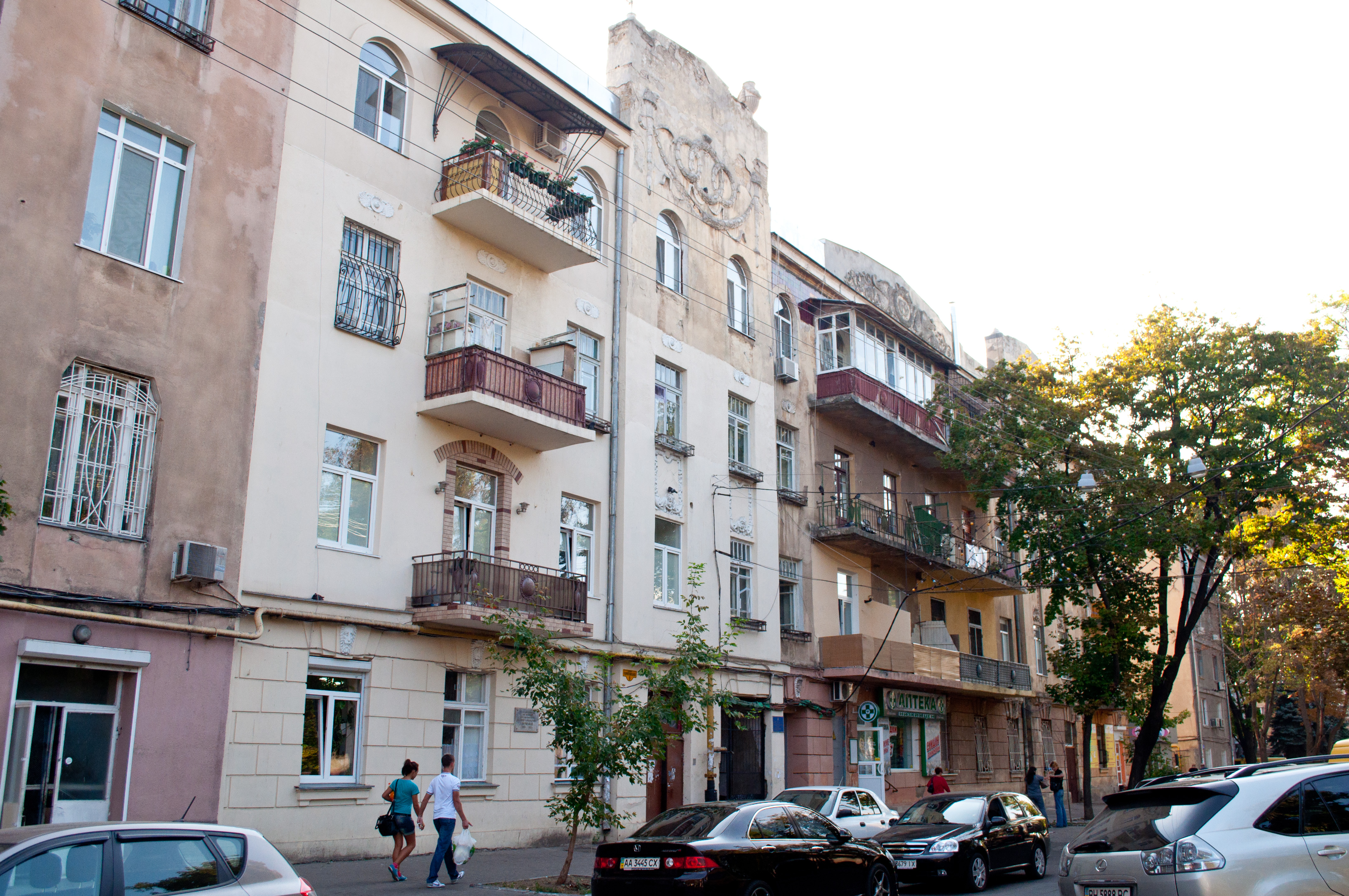
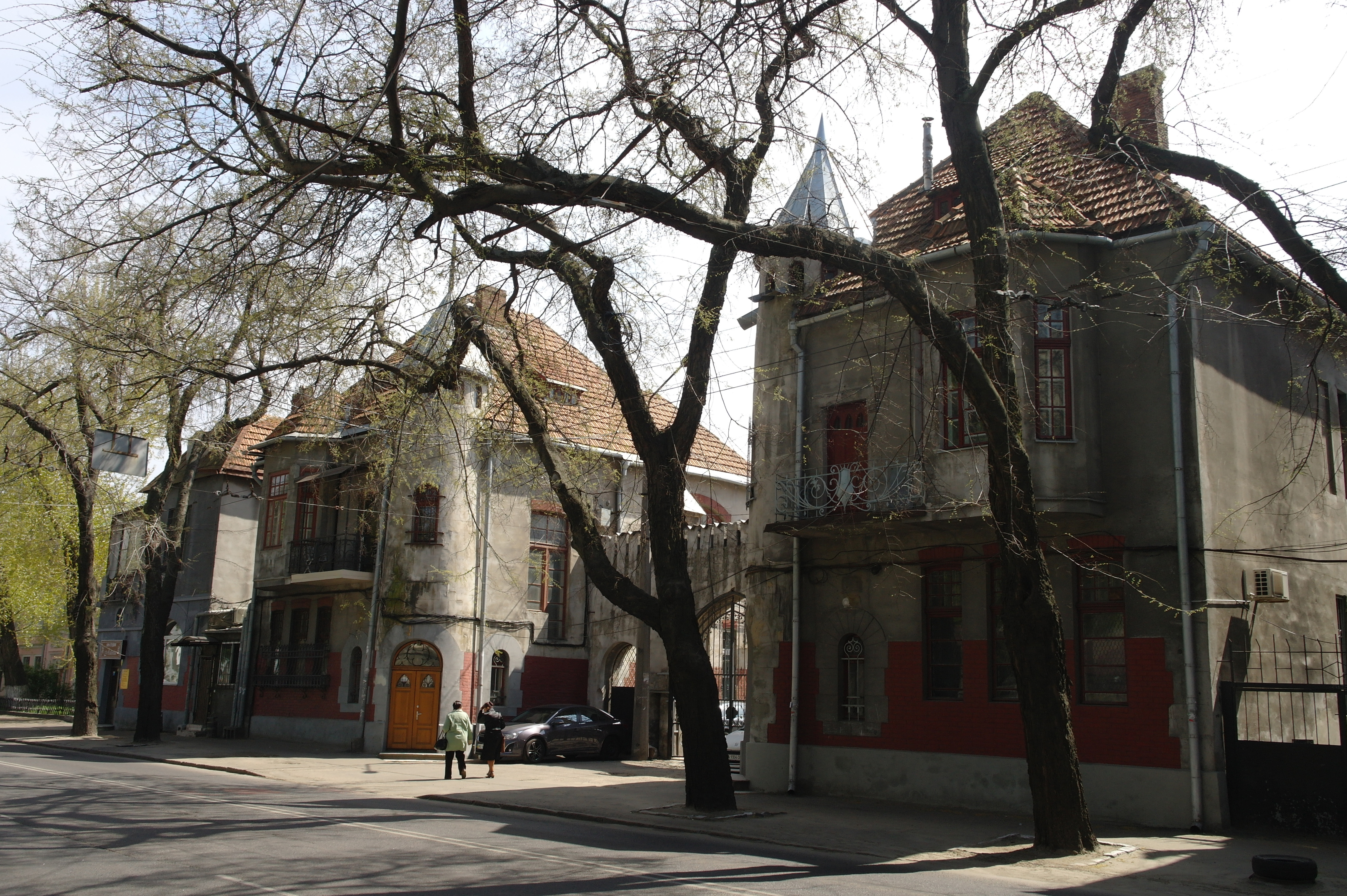
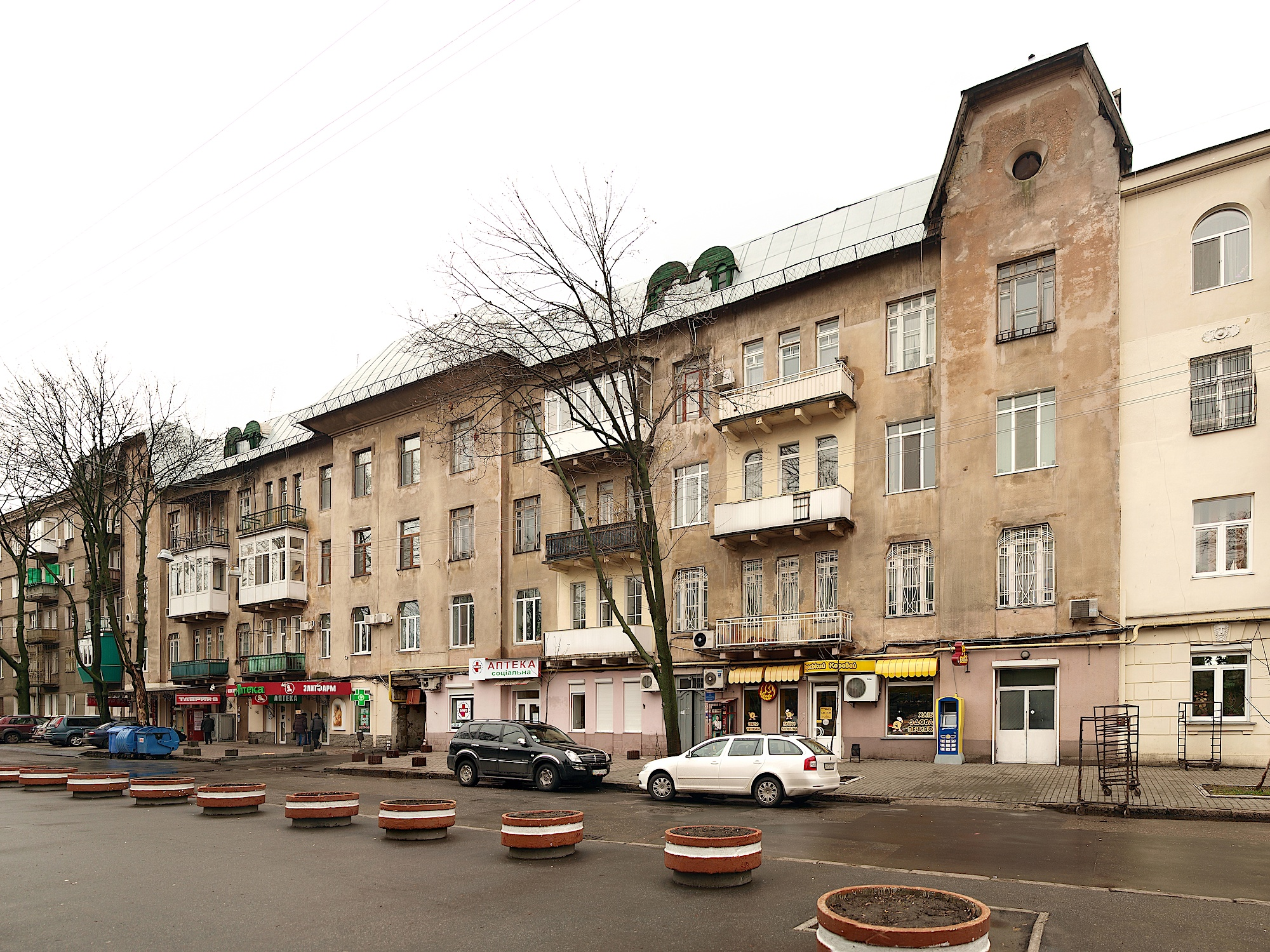
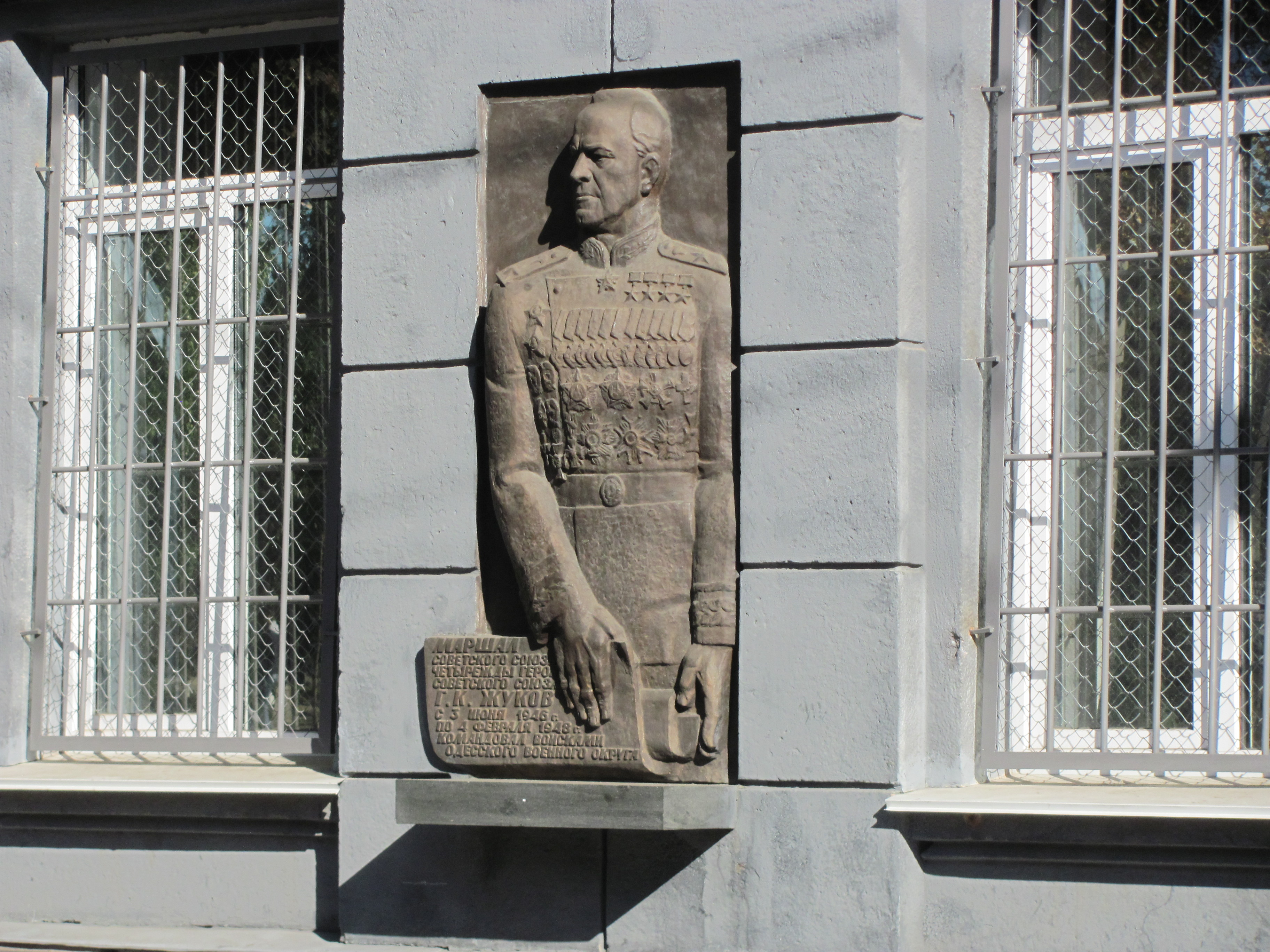
Мемориальная доска-барельеф Г. К. Жукову на д. 6
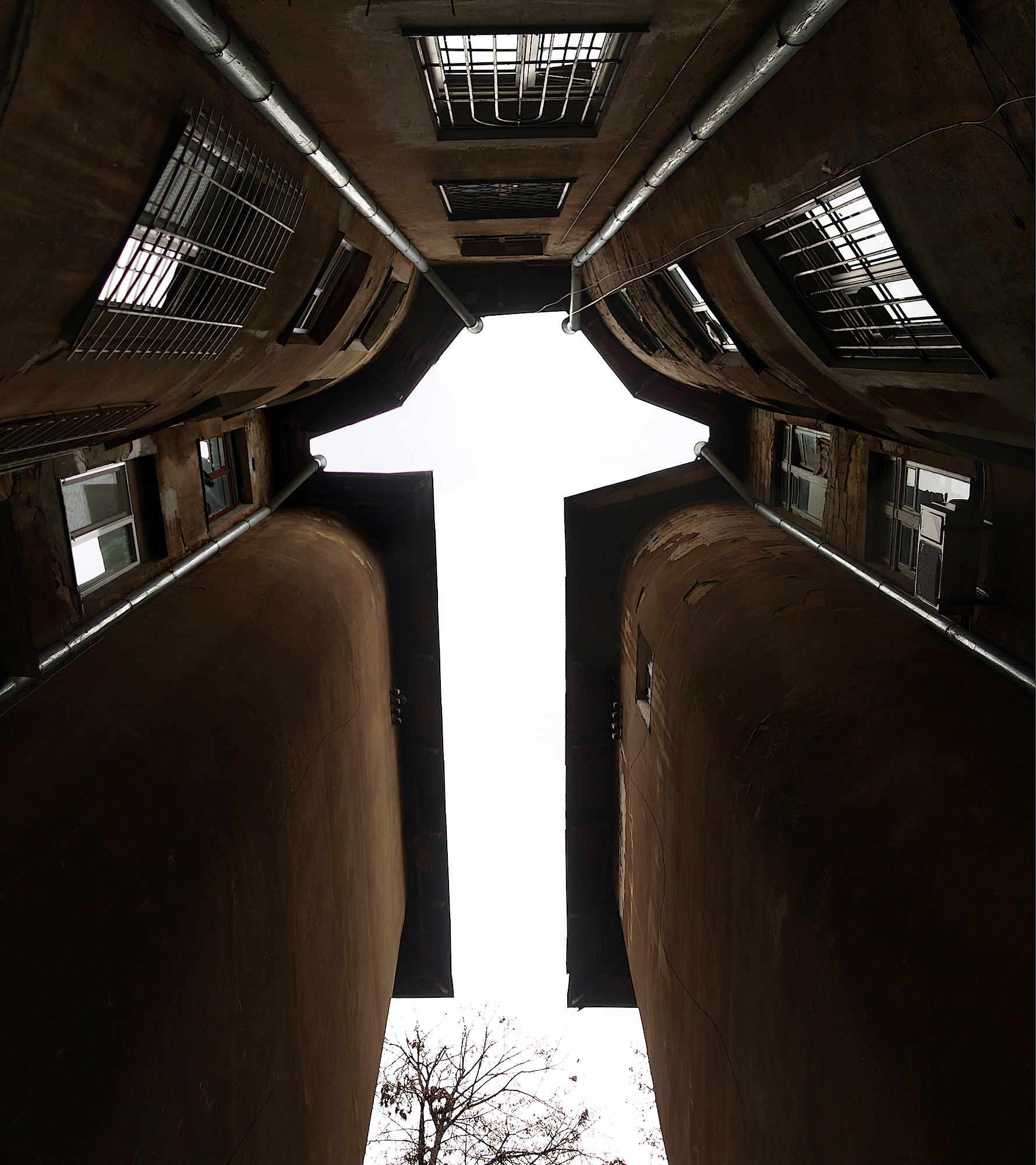